# Uis
Uis este un oraș din regiunea Erongo, Namibia.